# Владимир Качановски
Владимир Василиевич Качановски (на руски: Владимир Васильевич Качановский) е руски славист, професор по славянска филология и история в Историко-филологическия институт княз Безбородко. Трудът му „Паметници на българското народно творчество“ дълго време е един от основните източници за изучаване на българския фолклор.

## Биография
Роден е на 1 (13) март 1853 година в село Великий Лес, Брестски уезд, Гродненска губерния, в семейството на православен свещеник.
Учи в славяно-руския отдел на Историко-филологическия факултет на Варшавския университет. В трети курс получава златен медал за свое съчинение. Завършва пълния курс с кандидатска степен през 1878 година и е оставен като стипендиант, за да се подготви за професор в катедрата по славянска филология. За да изучава санскритски език е изпратен в Санкт Петербургския университет, където се занимава под ръководството на професор К. А. Косович; посещава и лекции на Владимир Ламански и О. Е. Милър.
След завръщането си от командировката, от 1 януари 1878 година работи като помощник-библиотекар във Варшавския университет, запазвайки титлата кандидат, за да се подготви за професура. От 1 януари 1879 година работи известно време в книгохранилищата на Москва и Московска област. Научните занимания го карат да се откаже от длъжността помощник-библиотекар и на 1 март е уволнен по прошение. През юли същата година Министерството на народното просвещение го изпраща в чужбина първо за една година, а след това за две. Целта на пътуването е да се проучи славянският свят във всичките му отношения; основното внимание се отделя на изучаването на южните славяни, но Качановски посещава също Гърция, Италия и Южна Франция.
По време на пътуването си в България Владимир Качановски съставя обширен и много важен сборник с песни, издаден под заглавие „Паметници на българското народно творчество“ (Памятники болгарского народного творчества), бр. I, СПб., 1882 г., по издание на 2-ро отд. Академия на науките). Освен голям брой песни, авторът дава и кратки бележки за особеностите на езика, описва обичаи, прилага образци на българския език от XVII - XVIII век, събрани пословици и кратък речник. Този труд дълго време е един от основните източници за изучаване на българския фолклор. На 15 февруари 1884 година той пише от Солун на Марин Дринов: „Вие, без съмнение, получавате писмата ми от Македония, в които аз накратко Ви съобщавам за хода на своята работа по събиране на материала за областен български речник. Натрупаният материал е толкова разнороден, че признавам, не ми е лесно да го подредя. Не помня дали по-рано съм Ви съобщил мнението си как може да се излезе от това трудно положение; мисля, че първата част на речника, „българо-руската“, по необходимост трябва да излезе разнообразна по състав. След като първата част бъде обнародвана, ще бъде възможно и с Вашето съгласие да се определи кои думи трябва да бъдат приети в литературния български език, и кои трябва да останат на предишното си място“.
В дубровнишките книгохранилища Качановски насочва вниманието си към произведенията на дубровнишкия драматург Антон-Марин Глегевич. Изследва този писател и съставя магистърската си дисертация „Непубликуваният дубровнишки поет А. М. Глегевич“ (СПб., 1882), в която отбелязва значението му в развитието на драмата сред славяните. Към дисертацията са приложени образци на дубровнишкия език, както и писма и нови документи за културата на Дубровник.
Издържа изпита за магистърска степен по славянска филология в Историко-филологическия факултет на Петербургския университет. Получава титлата магистър по славянска филология от Варшавския университет на 25 януари 1883 година, а на 9 февруари същата година отново е командирован в чужбина, за да събира материал за български речник. От 16 октомври 1883 година преподава във Варшавския университет.
На 8 февруари 1886 година е утвърден за редовен приват-доцент в Императорския Казански университет в катедрата по славянска филология. От 1 септември 1888 госина е извънреден професор в Нижинския историко-филологически институт княз Безбородко. На 22 март 1896 година е одобрен за ординарен професор в института.
От 1888 до 1896 година издава периодичния сборник „Вестник славянства“.
Умира на 11 (24) април 1901 година в Нежин, Черниговска губерния на Руската империя.